# Angielscy władcy Irlandii

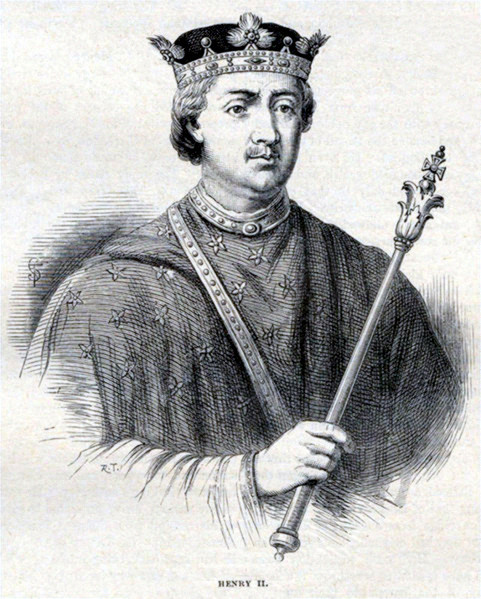
Henryk II Plantagenet

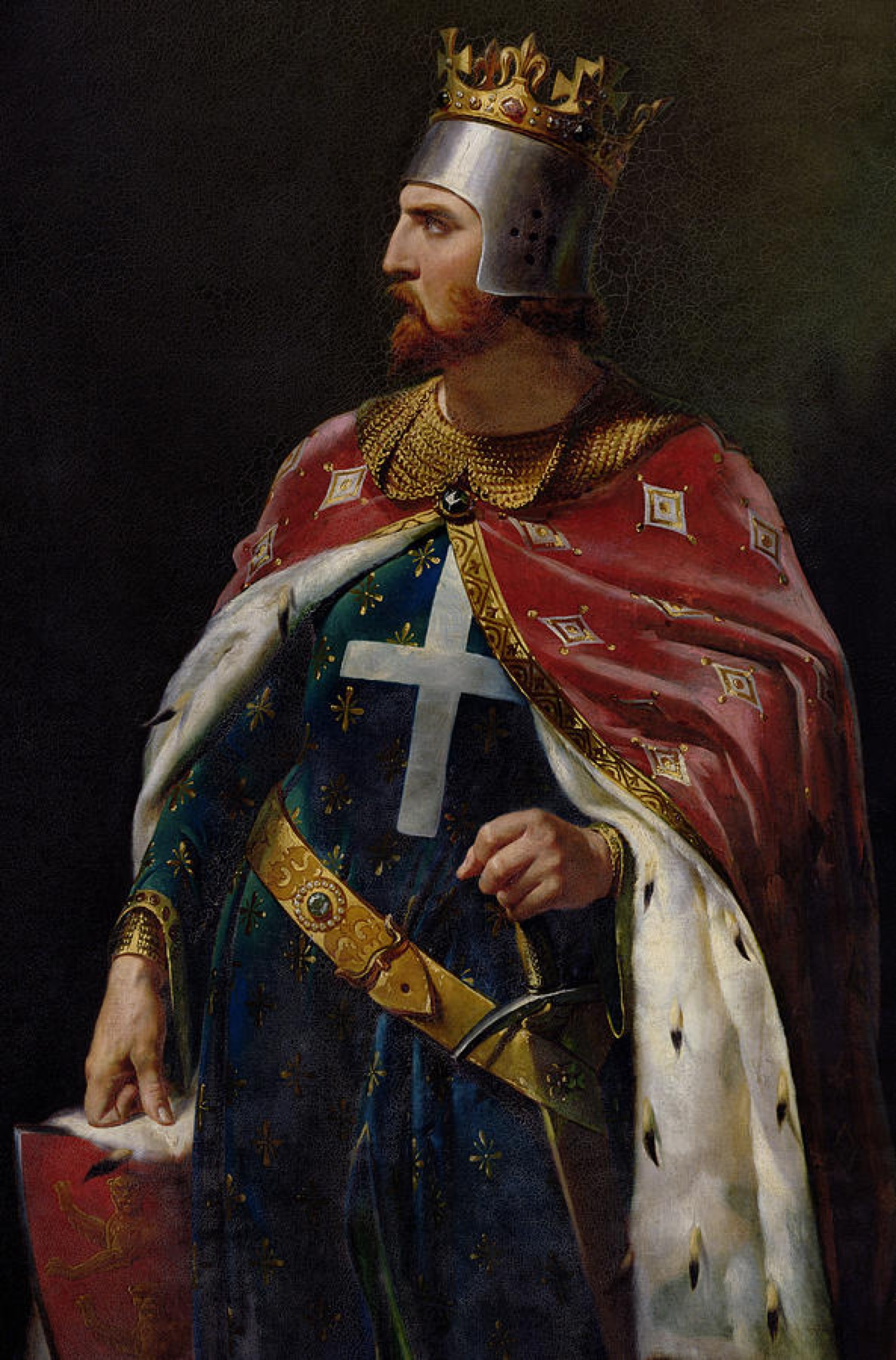
Ryszard I Lwie Serce

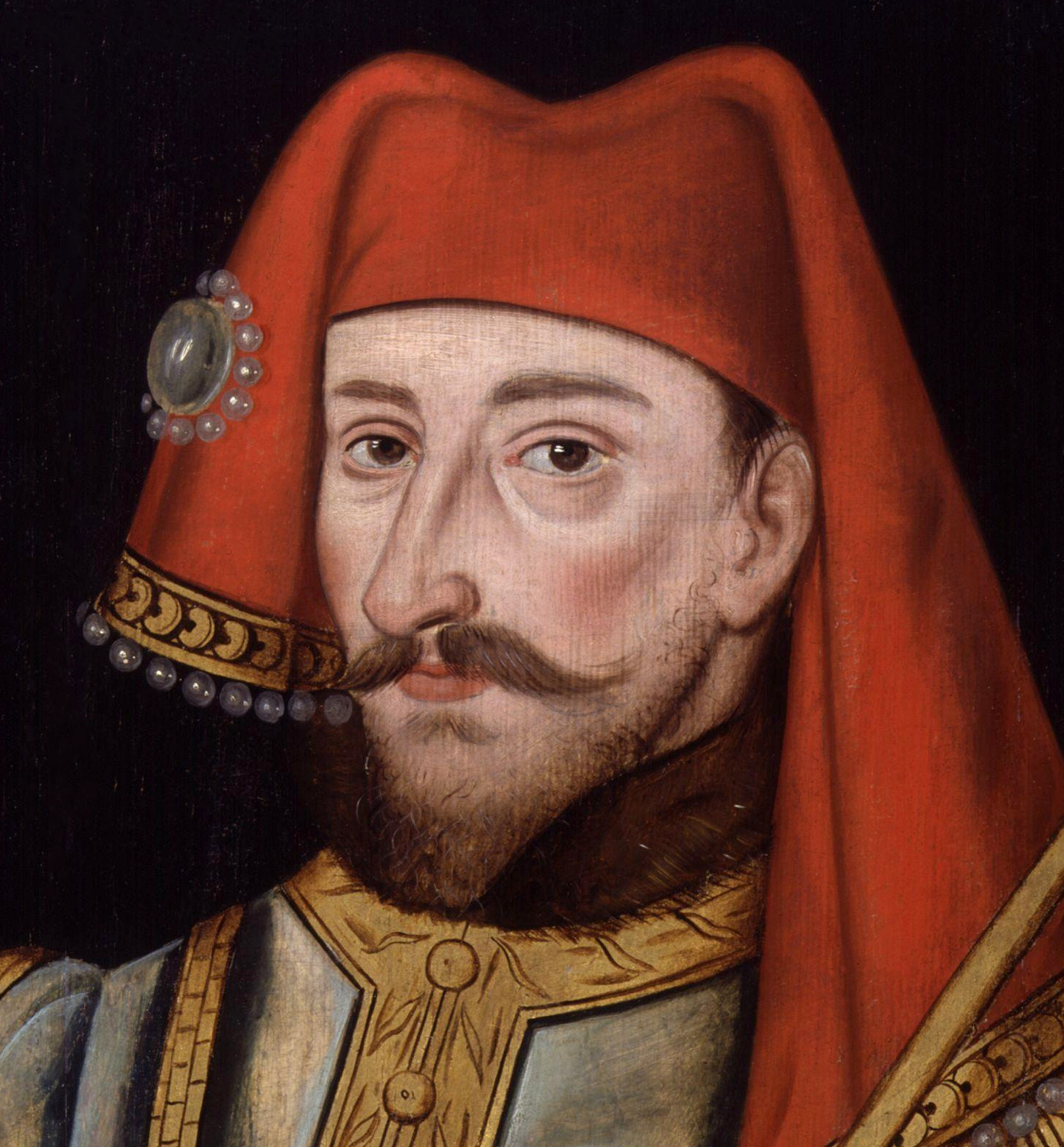
Henryk IV

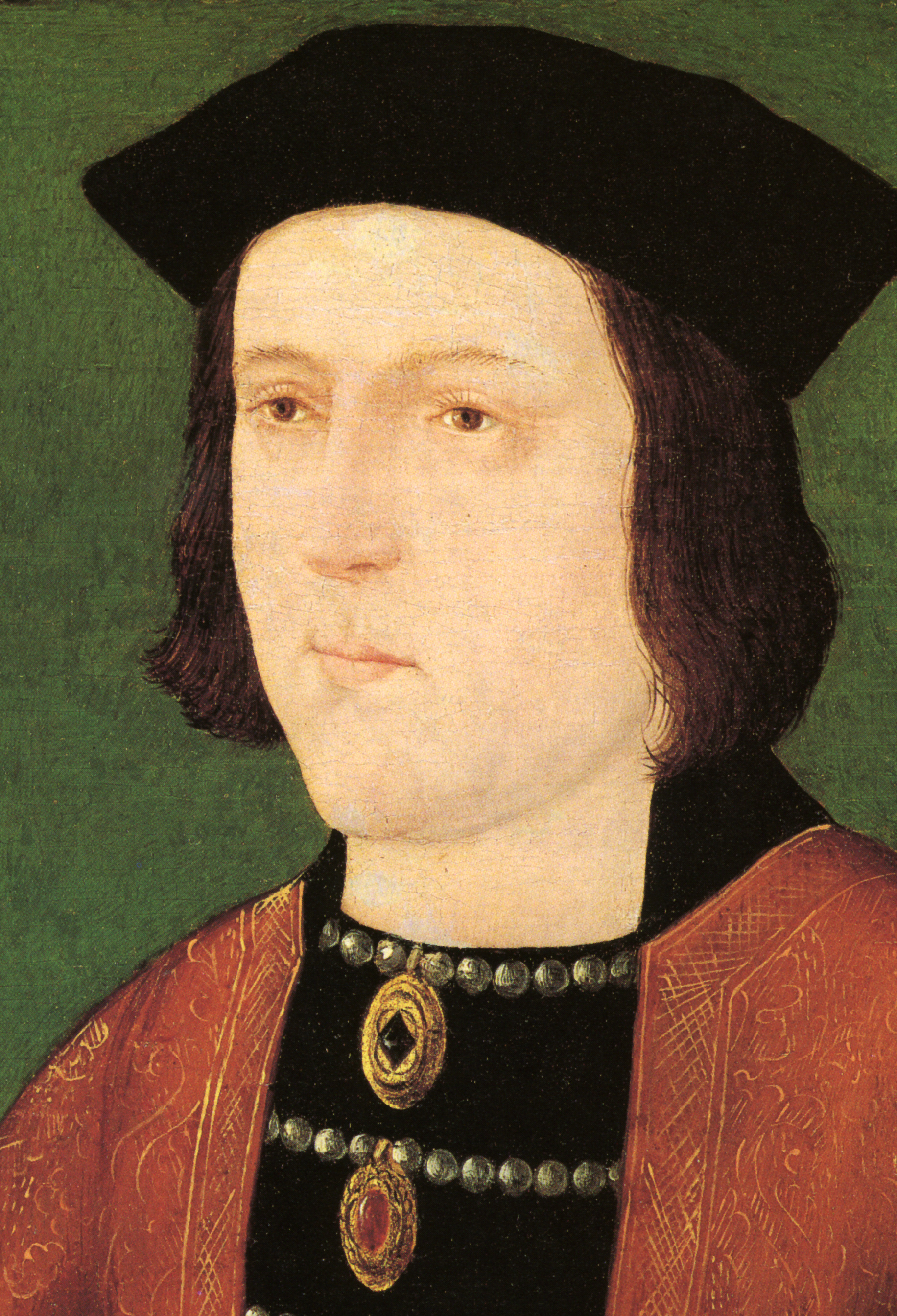
Edward IV

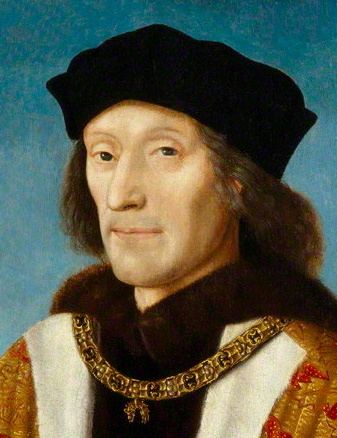
Henryk VII Tudor

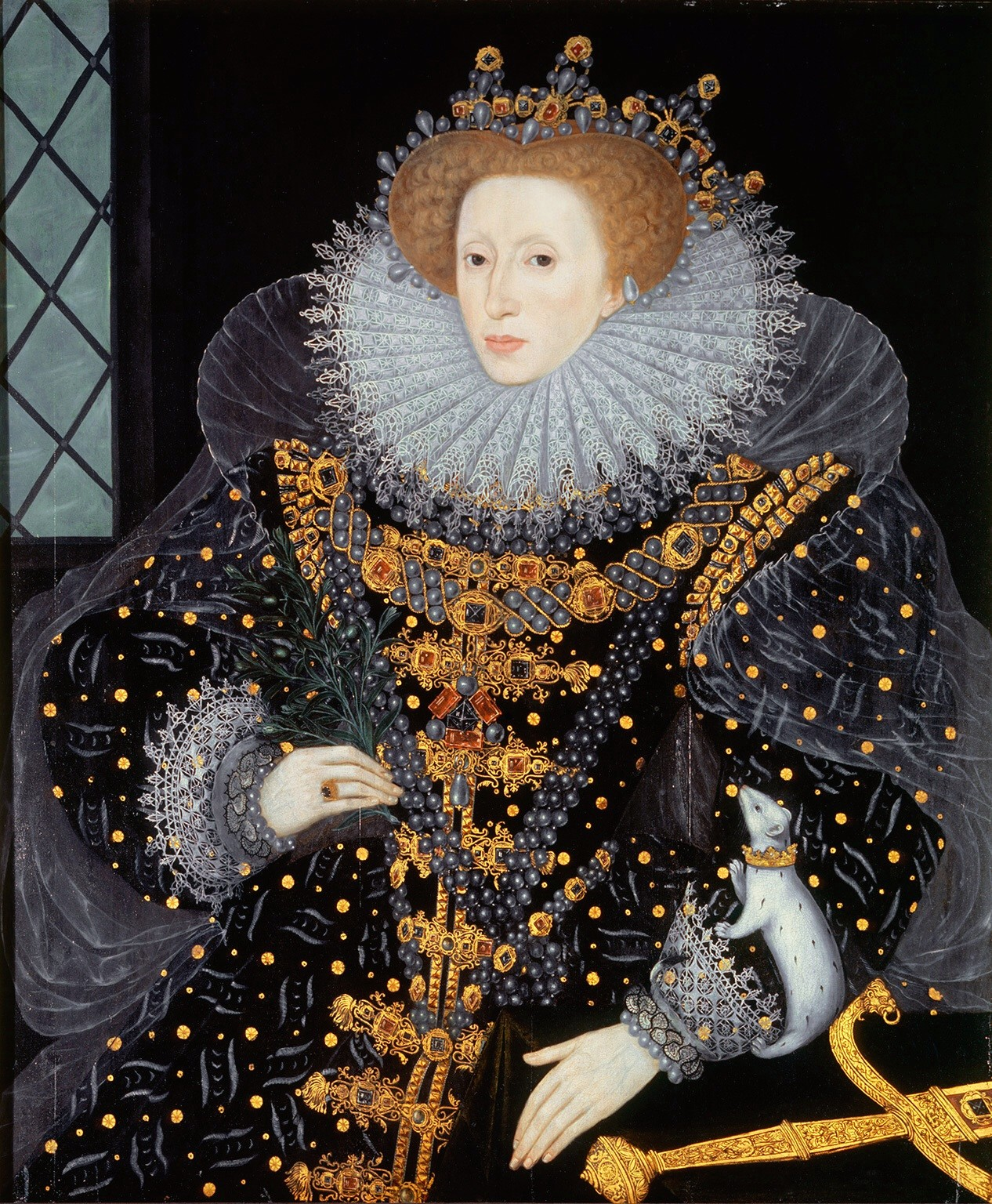
Elżbieta I Tudor

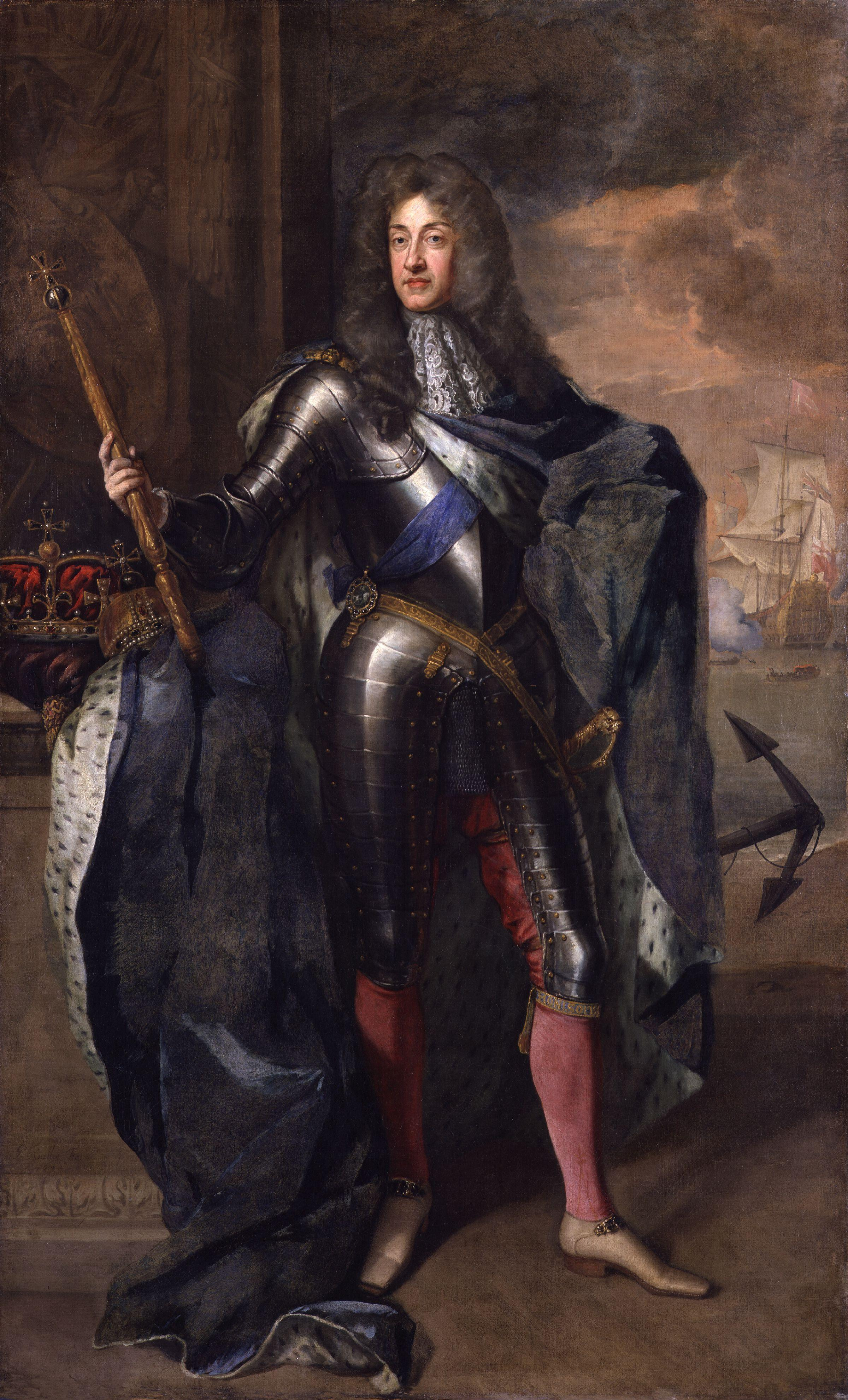
Jakub II Stuart

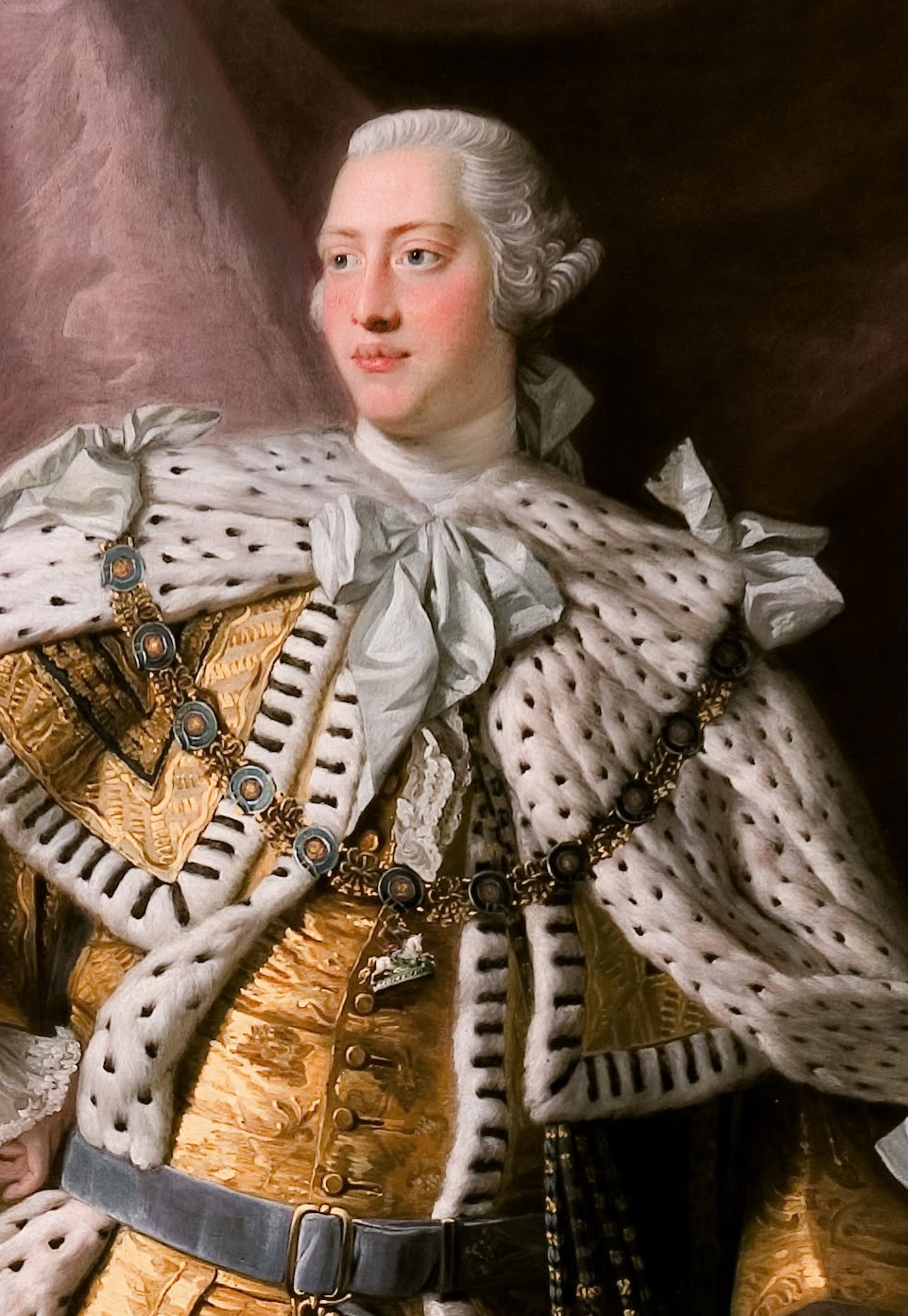
Jerzy III Hanowerski

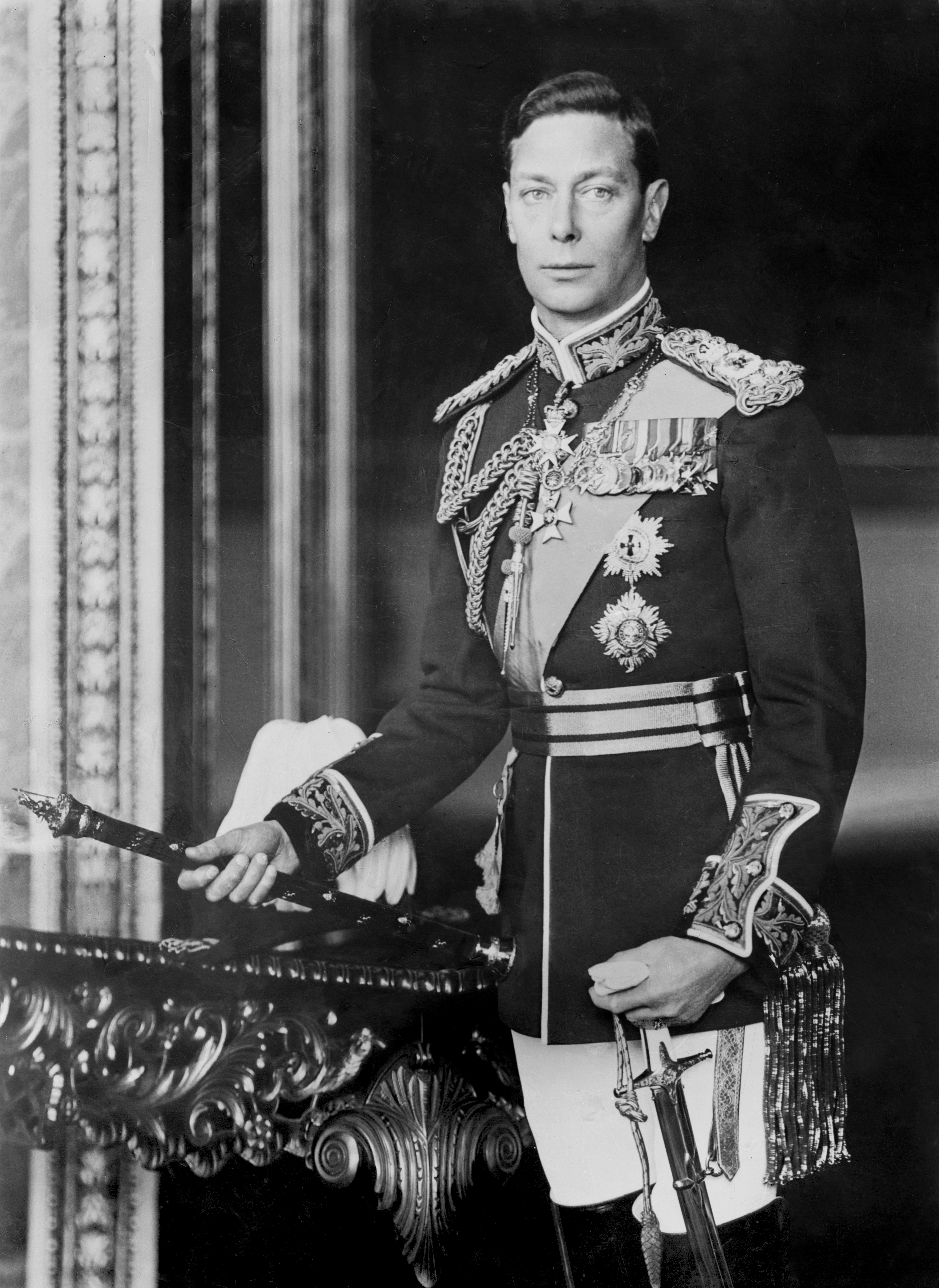
Jerzy VI Windsor

Chronologiczna lista angielskich i brytyjskich władców Irlandii

## Lordowie (Panowie) Irlandii (1171/1177-1542)

### dynastiaPlantagenetów
- 1171–1177 Henryk II Plantagenet (podporządkował sobie większą część Irlandii)
- 1177–1216 Jan bez Ziemi (pierwszy lord Irlandii z nadania Henryka II, od 1199 także król Anglii)
- 1216–1272 Henryk III Plantagenet
- 1272–1307 Edward I
- 1307–1327 Edward II
- 1327–1377 Edward III
- 1377–1399 Ryszard II

### dynastiaLancasterów
- 1399–1413 Henryk IV
- 1413–1422 Henryk V
- 1422–1461 Henryk VI

### dynastiaYorków
- 1461–1470 Edward IV

### dynastia Lancasterów
- 1470–1471 Henryk VI

### dynastia Yorków
- 1471–1483 Edward IV
- 1483 Edward V
- 1483–1485 Ryszard III

### dynastiaTudorów
- 1485–1509 Henryk VII Tudor
- 1509–1542 Henryk VIII Tudor

## Królowie Irlandii (1542-1649)

### dynastia Tudorów
- 1542–1547 Henryk VIII Tudor
- 1547–1553 Edward VI Tudor
- 1553 Jane Grey
- 1553–1558 Maria I Tudor
- 1558–1603 Elżbieta I Tudor

### dynastiaStuartów
- 1603–1625 Jakub I Stuart
- 1625–1649 Karol I Stuart

## Republika Angielska(1649-1660)

### Lordowie Protektorzy
- 1653–1658 Oliver Cromwell
- 1658–1659 Richard Cromwell

## Królowie Irlandii (1660-1801)

### dynastia Stuartów
- 1660–1685 Karol II Stuart
- 1685–1689 Jakub II Stuart
- 1689–1694 Maria II Stuart

### dynastiaOrańska-Nassau
- 1689–1702 Wilhelm III Orański

### dynastia Stuartów
- 1702–1714 Anna Stuart

### dynastiaHanowerska
- 1714–1727 Jerzy I Hanowerski
- 1727–1760 Jerzy II Hanowerski
- 1760–1801 Jerzy III Hanowerski

## Królowie Wielkiej Brytanii i Irlandii(1801-1931)

### dynastia Hanowerska
- 1801–1820 Jerzy III Hanowerski
- 1820–1830 Jerzy IV Hanowerski
- 1830–1837 Wilhelm IV Hanowerski
- 1837–1901 Wiktoria Hanowerska

### Koburgowie
- 1901–1910 Edward VII Koburg
- 1910–1922 Jerzy V Windsor

1922 - Irlandia podzielona się na część południową niepodległą (jako dominium do 1949) i północną, która pozostaje częścią Zjednoczonego Królestwa.

## Monarchowie Irlandii (dominium)(1922-1937/1949)

### Windsorowie
- 1922–1936 Jerzy V Windsor
- 1936–1936 Edward VIII Windsor
- 1936–1937/1949 Jerzy VI Windsor

Irlandia oficjalnie przekształciła się w republikę w 1949, jednak już od 1937 istniał w niej urząd prezydenta; de facto zatem panowanie monarchów brytyjskich nad Irlandią kończy się w tym roku.

## Królowie Wielkiej Brytanii i Irlandii Północnej(od 1922)

### Windsorowie
- 1922–1936 Jerzy V Windsor
- 1936–1936 Edward VIII Windsor
- 1936–1952 Jerzy VI Windsor
- 1952–2022 Elżbieta II
- od 2022 - Karol III